# Leucophenga scutellata
Leucophenga scutellata är en tvåvingeart som beskrevs av Malloch 1923. Leucophenga scutellata ingår i släktet Leucophenga och familjen daggflugor. Inga underarter finns listade i Catalogue of Life.